# Palais épiscopal de Porto
Le palais épiscopal de Porto est l'ancienne résidence des évêques de Porto. Il est situé à côté de la cathédrale de Porto et, en raison de sa position élevée, domine le paysage du centre historique de Porto.
Le palais épiscopal de Porto est classé monument national depuis 1910.

## Historique
L'initiative de la construction du palais épiscopal de Porto est souvent attribuée à l'évêque D. Fr. João Rafael de Mendonça, qui impliquait la démolition totale de l'ancien Palais et la mise en service de ce nouveau projet. Cependant, la construction de l'ouvrage prendrait plusieurs années et l'évêque ne le verrait pas terminé. Pour autant, de nombreux tronçons du plan d'origine ont été modifiés et d'autres achevés à la va-vite au détriment de l'ensemble, et de l'unité architecturale.
Cependant, il existe un consensus sur l'influence de Niccoló Nasoni sur la façade avant, se projetant en deux façades facilement reconnaissables, l'ouest et le sud. De ce bloc, majestueux et élégant mais pas lourd, ressortent principalement les dizaines de fenêtres, dont les 24 fenêtres baroques de la façade, 12 de chaque côté.
Plusieurs travaux de reconstruction ont été effectués sur le palais, l'un des plus importants étant celui réalisé par l'évêque D. Luís Pires, à qui revient le mérite d'agrandir et d'organiser l'importante bibliothèque. Le remodelage le plus profond aura lieu à l'époque baroque, à l'initiative du Cabido da Sé.
L'intérieur est composé de salles spacieuses, certaines exubérantes avec d'imposants meubles, et de nombreuses pièces caractéristiques de la période précédant l'expropriation subie. Au bout du vestibule, l'escalier monumental se développe, avec une décoration murale postérieure au début du projet, quoique étonnamment cohérente dans son ensemble, plafonds, lucarnes, paliers, et l'entrée du rez-de-chaussée, véritable portail palatial.
Entre 1916 et 1956, il a accueilli l'hôtel de ville de Porto, tandis que la rénovation de la Praça da Liberdade et la construction du nouvel hôtel de ville avaient lieu.
Ce palais appartient actuellement à l'État et a été récemment restauré.

## Galerie

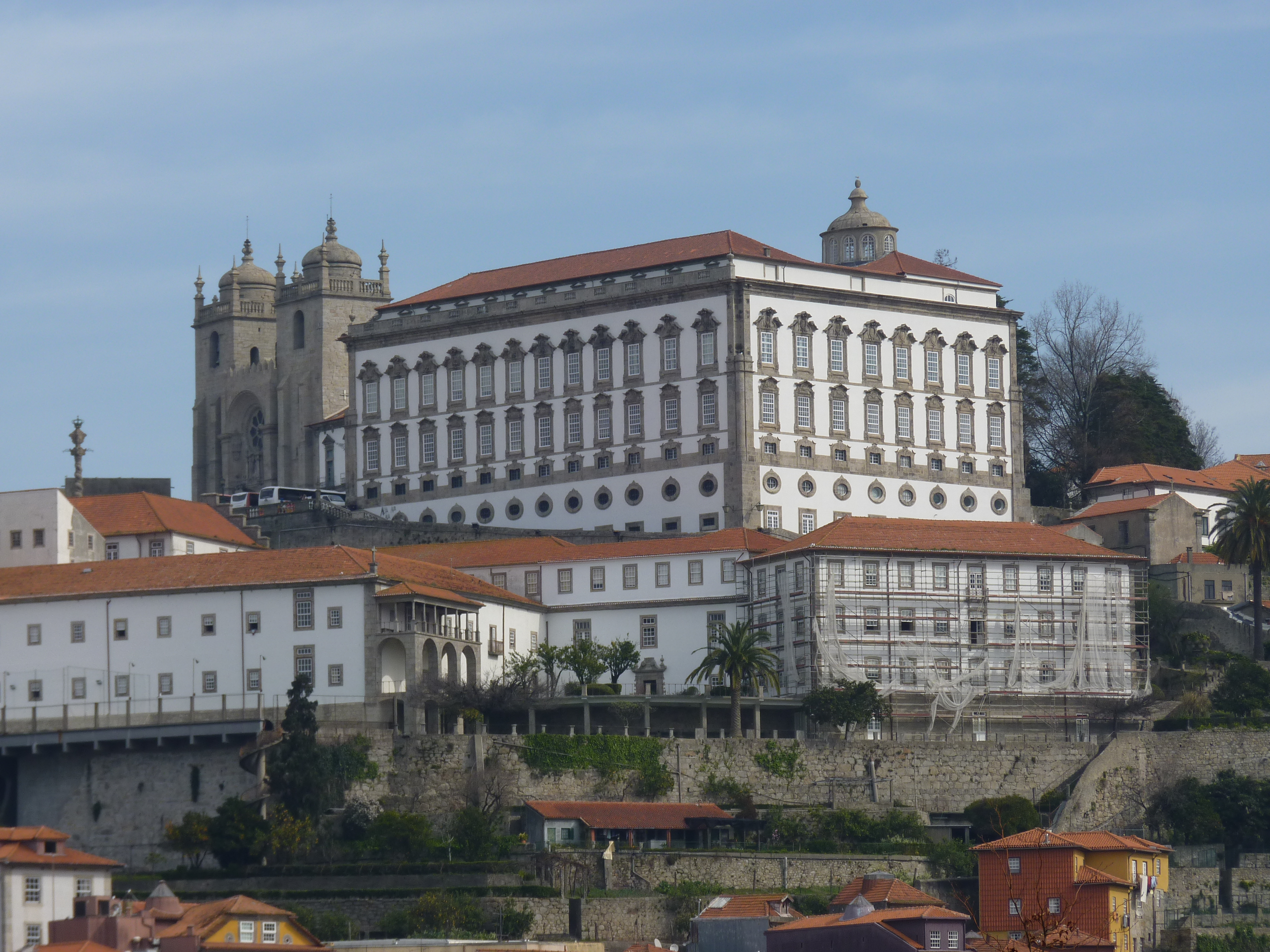
Palais épiscopal vu de Vila Nova de Gaia.
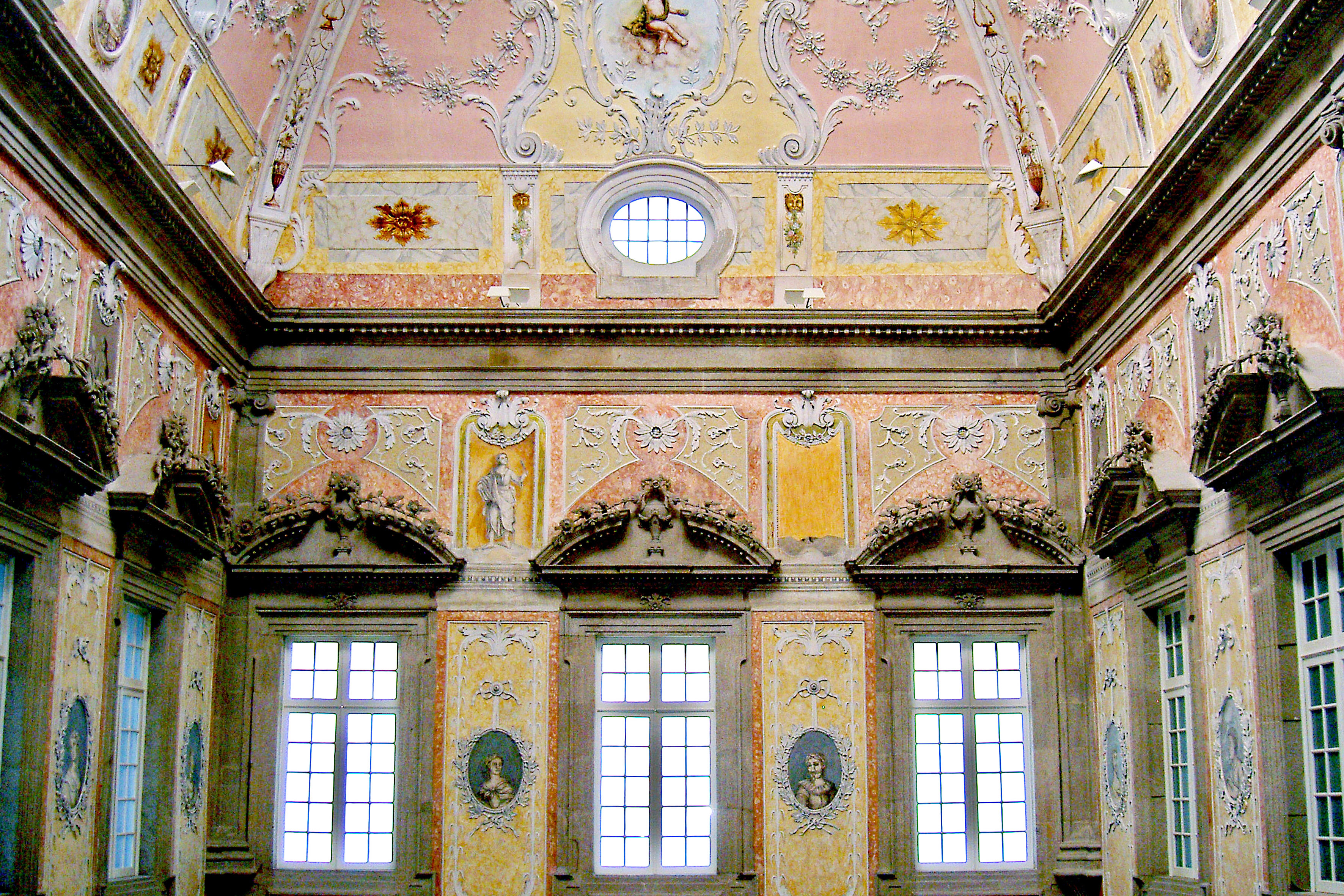
Intérieur
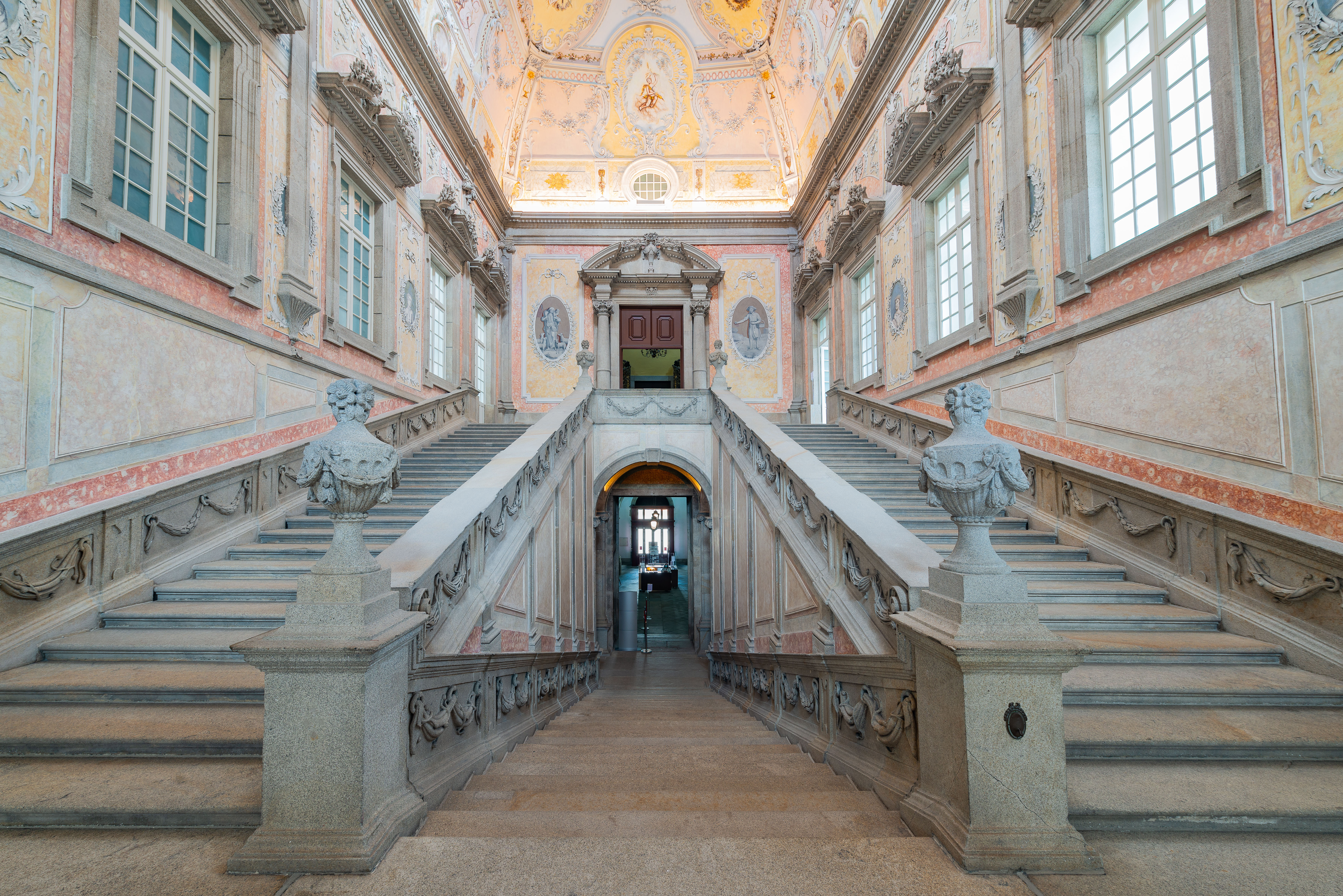
Escalier